# Dana Brooke
Ashley Mae Sebera (Seven Hills, Ohio, 29 de noviembre de 1988) es una luchadora profesional, competidora en fitness, modelo, fisioculturista y gimnasta estadounidense. Actualmente trabaja en la compañía de lucha libre profesional Impact Wrestling, con el nombre de Ash by Elegance, previamente trabajo para la empresa WWE, donde se presentó bajo el nombre de Dana Brooke. Entre sus logros, destaca quince reinados como Campeona 24/7 de WWE. 
En julio de 2013, firmó un contrato con la WWE y fue asignada al Performance Center y a la marca de desarrollo NXT en Orlando, Florida. En NXT, formó una alianza con Emma que duró hasta que Brooke ascendió al elenco principal de la WWE en 2016 y se disolvió después de una lesión legítima que Emma sufrió. Después de ser promovida, formó otra alianza con Charlotte Flair que duró hasta 2017 cuando Brooke se rebeló contra Flair. A finales de 2017, Brooke se unió a Titus Worldwide, una alianza junto con Apollo Crews y Titus O'Neil que duró hasta 2018 cuando Brooke dejó el equipo y se disolvió, posteriormente a ello formó equipo con Mandy Rose, alianza que duraría desde septiembre del 2020 hasta julio del 2021, En noviembre de ese año, Brooke ganó el Campeonato 24/7 de la WWE, su primer título en WWE.

## Primeros años
Ashley Mae Sebera nació el 29 de noviembre de 1988, en Seven Hills, Ohio. En 2011, asistió a la Kent State University, donde se graduó con especialización en moda, comercialización y diseño, y una especialización en administración de empresas. Durante más de dieciocho años, ya que ella ha estado sirviendo su corta permanencia como buzo, Sebera participó en gimnasia. Una vez que ha sufrido numerosas lesiones, incluyendo fracturas en ambos tobillos, Sebera abandonó la gimnasia y en su lugar participó en la competencia de acondicionamiento físico y el culturismo.
Entre 2011 y 2012, Sebera obtuvo varios campeonatos dentro de National Physique Committee (NPC), antes de ganar una Federación Internacional de Fisicoculturismo (IFBB) pro card en 2012. Se posicionó en el duodécimo lugar en European Arnold Classic de 2013, y se estableció en el décimo tercer lugar en la edición del Arnold Sports Festival de 2015, celebrado en Columbus. El 20 de diciembre de 2016, se anunció que Sebera competiría en el evento Arnold Classic 2017 en su categoría internacional, colocándola en el quinto lugar.

## Carrera

### WWE

#### NXT (2013-2015)

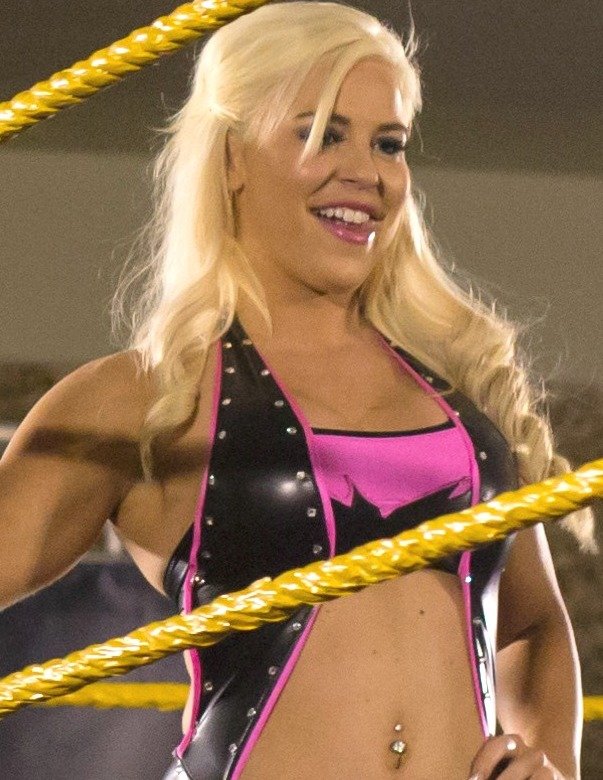
Brooke en diciembre de 2014.

Sebera firmó un contrato con WWE en junio de 2013 y fue asignada al territorio de desarrollo NXT Wrestling, donde se le asignó el nombre de Dana Brooke. Hizo su primera aparición televisada en el evento NXT TakeOver: Fatal 4-Way el 11 de septiembre, del 2014 durante un segmento en el backstage con Tyler Breeze. Una semana después el 18 de septiembre, hizo su debut en-ring durante un live event de NXT, haciendo equipo con Bayley para ser derrotadas por Alexa Bliss y Sasha Banks. El 23 de octubre, Brooke obtuvo su primera victoria individual tras derrotar a Devin Taylor en un dark match durante las grabaciones de NXT.
Después de múltiples viñetas introductoras, Brooke hizo su debut televisado el 15 de abril, del 2015 en un episodio de NXT, estableciéndose como heel y derrotando a Blue Pants. El 29 de abril en un episodio de NXT, Brooke derrotó a Bayley después de una distracción por parte de Emma. Brooke y Emma entonces formaron un equipo regular, y el dúo enfrentó a Bayley y Charlotte en un combate por equipos durante el evento NXT TakeOver: Unstoppable donde fueron derrotadas. El 27 de agosto en un episodio de NXT (grabado durante el evento NXT TakeOver: Brooklyn), Brooke compitió en un Fatal Four-Way match el cual también involucro a Emma, Charlotte, y Becky Lynch, el cual finalmente Emma ganó.
En septiembre, Brooke y Emma comenzaron un feudo con la debutante Asuka. En NXT TakeOver: Respect, Brooke perdió ante Asuka y también resultó ser su último combate televisado en NXT. A pesar de la derrota, Brooke y Emma continuaron provocando a Asuka, incluido un ataque planeado por las dos, que ocurrió en el episodio del 25 de noviembre de NXT, dando como resultado un combate entre Emma y Asuka en NXT TakeOver: Londres el 16 de diciembre, el cual Emma perdió, a pesar de la interferencia de Brooke.
El 23 de octubre en un episodio de NXT, Brooke y Emma confrontaron a la debutante Asuka durante su firma de contrato con William Regal, obligándola a dejar el ring. La confrontación dio resultado a un combate entre Brooke y Asuka en NXT TakeOver: Respect, el cual Brooke perdió.

#### Raw (2016-2019)
En el episodio del 9 de mayo de Raw, Brooke hizo su debut en el elenco principal atacando a Becky Lynch durante un segmento tras bastidores, reuniéndose con Emma. Tres días más tarde, en el episodio del 12 de mayo de SmackDown, Brooke hizo su debut en el ring y derrotó a Lynch con la ayuda de Emma. Su alianza terminó cuando Emma fue lesionada legítimamente durante un evento en vivo el 16 de mayo. El 22 de mayo, Brooke apareció en Extreme Rules vestida como Ric Flair para distraer a Natalya y ayudar a Charlotte a retener el Campeonato Femenino. La noche siguiente en Raw, Charlotte traicionó a su padre e introdujo a Brooke como su protegida. El 19 de junio en Money in the Bank, Brooke & Charlotte derrotaron a Natalya & Lynch. Después de iniciar un feudo con Sasha Banks, que incluyó múltiples enfrentamientos entre Brooke, Charlotte y Banks, Banks & su compañera Bayley derrotaron a Brooke & Charlotte en Battleground. El 19 de julio, Brooke fue reclutada por la marca Raw debido al Draft y a la nueva separación de marcas. En el episodio del 12 de septiembre de Raw, Brooke abofeteó a Charlotte después de ser degradada por ella en múltiples ocasiones, causando que el gerente general de Raw Mick Foley colocara a Brooke en un Triple Threat match contra Bayley y Sasha Banks para determinar a la oponente de Charlotte en Clash of Champions, el cual perdió. En el episodio del 3 de octubre de Raw, Brooke se involucró en un altercado tras bastidores con Bayley justo antes de que Charlotte perdiera el título por segunda vez. La semana siguiente en Raw, Brooke atacó a Bayley después de su lucha. Esto llevó a una contienda entre las dos en el episodio del 17 de octubre de Raw, el cual Brooke ganó. Su feudo culminó con una lucha individual el 30 de octubre en Hell in a Cell, donde Brooke perdió.
En el episodio del 13 de marzo de 2017 de Raw, Brooke atacó a Flair por haberla reprendido después de haber sido derrotada por Banks, cambiando a face por primera vez en su carrera. La semana siguiente en Raw, Brooke perdió ante Flair en una lucha individual dando por finalizada su alianza.

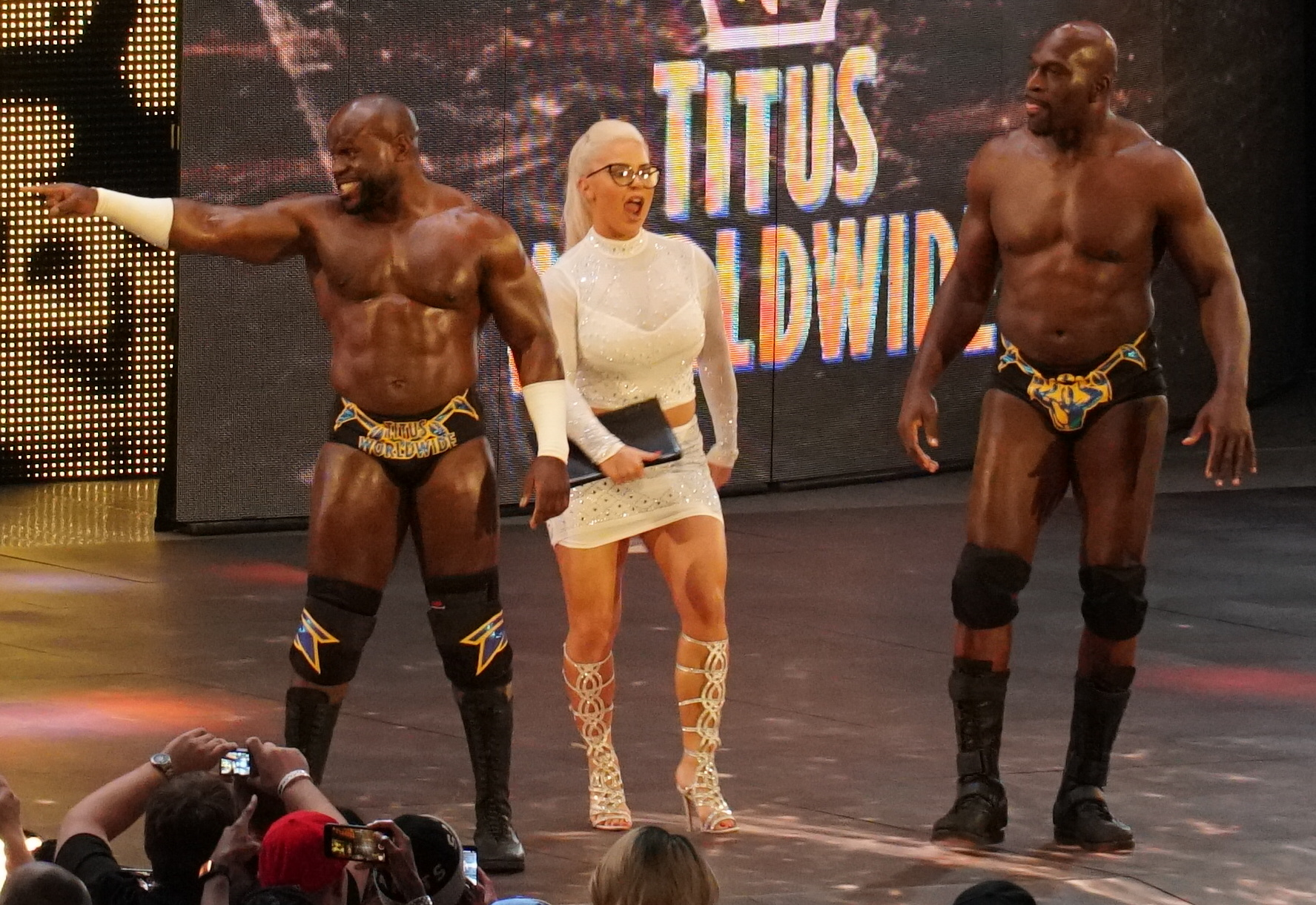
Brooke junto con sus compañeros de Titus Worldwide, Apollo Crews (izquierda) y Titus O'Neil (derecha) en abril de 2018.

En el episodio del 3 de abril de Raw, Dana formó equipo con Bayley y Sasha derrotando a Charlotte, Nia Jax y Emma. A lo largo de junio y julio compitió sin éxito en luchas para determinar a la retadora de la campeona de Raw, Alexa Bliss. El 13 de noviembre de Raw, Brooke compitió en un triple amenaza contra Bayley y Mickie James para determinar a la última mujer añadida al Team Raw en Survivor Series, sin embargo, salió derrotada. Durante el combate, Brooke atacó a Asuka, lo que llevó a una lucha entre las dos en el episodio del 20 de noviembre de Raw, en la que Brooke fue derrotada. Se enfrentaron en una revancha la semana siguiente, saliendo derrotada en tres segundos, estableciendo un nuevo récord como la victoria por rendición más rápida en la WWE.
El 27 de noviembre en Raw, Brooke se unió a la facción "Titus Worldwide" de Titus O'Neil, junto con Apollo Crews y Akira Tozawa. Durante el resto de 2017, ella hizo apariciones junto a la facción.
En enero de 2018, Tozawa abandonó el grupo. El 28 de enero en Royal Rumble, Brooke ingresó al primer Women's Royal Rumble Match de la historia como la número #8, en el que eliminó a Kairi Sane antes de ser eliminada por Torrie Wilson. Durante el mes siguiente, Brooke acompañó a O'Neil y Crews durante sus combates por los Campeonatos en Parejas de Raw contra Cesaro & Sheamus, pero fueron derrotados en cada uno de ellos. El 8 de abril, Brooke hizo su debut en WrestleMania en WrestleMania 34 compitiendo en el WrestleMania Women's Battle Royal, en la que fue eliminada por Mandy Rose. El 3 de septiembre, Brooke se separó de Titus Worldwide luego de que un entrenamiento a mitad de su combate fuera contraproducente, causando que Dana y Ember Moon perdieran ante Bayley y Sasha Banks.
El 28 de octubre en Evolution, el primer evento de pago por visión exclusivo de mujeres en la WWE, Brooke participó en un batalla real de veinte mujeres por una oportunidad titular, sin embargo, fue eliminada por Ember Moon. El 24 de noviembre en el evento en vivo Starrcade, Brooke formó equipo con Bayley, Sasha Banks y Ember Moon logrando derrotar a Nia Jax, Tamina, Mickie James y Alicia Fox. Dos noches después en Raw, Brooke cambió a heel al unirse a Mickie James y Alicia Fox en un ataque contra Bayley y Banks durante un segmento de preguntas y respuestas. En el episodio del 17 de diciembre de Raw, Brooke compitió en un Gauntlet match por una oportunidad al Campeonato Femenino de Raw de Ronda Rousey la siguiente semana, pero fue eliminada 
por Bayley.
El 27 de enero de 2019 en Royal Rumble, Dana ingresó a la Rumble femenina como la #22, pero fue eliminada por Rhea Ripley. La noche siguiente en Raw, Brooke formó equipo con Natalya para enfrentar a The Riott Squad (Sarah Logan y Liv Morgan) en una lucha clasificatoria para la Elimination Chamber por los recién creados Campeonatos en Parejas Femeninos de WWE, sin embargo, salieron derrotadas.

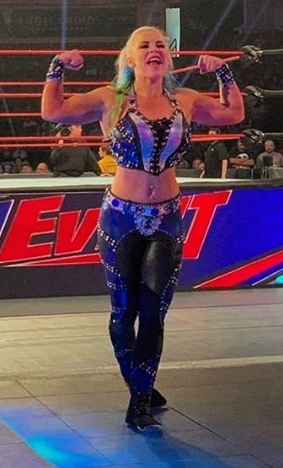
Brooke en mayo de 2019.

El 11 de marzo en Raw, Dana Brooke salió al ring para confrontar a la Campeona Femenina de Raw, Ronda Rousey, para tener la oportunidad de defender al Universo de la WWE de los insultos de Rousey, cambiando nuevamente a face. Rousey atacó a Brooke y fue detenida por los árbitros. La semana siguiente en Raw, Brooke se enfrentó a Rousey en una lucha por el Campeonato Femenino de Raw siendo rápidamente derrotada, con esta como su primera oportunidad titular en su carrera dentro de la WWE. El 7 de abril en el kick-off de WrestleMania 35, Brooke participó en el WrestleMania Women's Battle Royal, pero fue eliminada por Sonya Deville. Poco después, Brooke acumuló dos victorias individuales sobre Tamina y Ruby Riott en episodios de Main Event. En el episodio del 29 de abril de Raw, Brooke fue anunciada como una de las cuatro mujeres de la marca Raw que competirían en el Women's Money in the Bank Ladder match el 19 de mayo en Money in the Bank, lo que marcó la primera participación de Brooke en ese tipo de combate. En el evento, Brooke no tuvo éxito en capturar el maletín, con Bayley siendo la ganadora. En el episodio del 18 de junio de Main Event, Brooke sufrió una lesión legítima su cabeza en una lucha contra Sarah Logan, comenzando un feudo con esta

#### SmackDown (2019-2020)
Se anunció el 16 de octubre que Brooke y varios otros talentos fueron reclutados por la marca SmackDown como selecciones suplementarias del Draft. En el episodio del 18 de octubre de SmackDown, Brooke compitió en un Six-Pack Challenge para determinar a la contendiente número uno al Campeonato Femenino de SmackDown de Bayley, pero fue derrotada por Nikki Cross. El 1 de noviembre en SmackDown, Brooke estaba programada junto con Carmella para enfrentar a Fire & Desire (Mandy Rose & Sonya Deville) en una lucha por equipos, pero ambas fueron atacadas por las superestrellas femeninas de NXT, Rhea Ripley y Tegan Nox, quienes posteriormente compitieron en el combate en su lugar. En el episodio del 8 de noviembre de SmackDown, Michael Cole anunció a Sasha Banks como capitana del equipo femenino del Team SmackDown en Survivor Series. Más tarde esa noche, Brooke y Carmella se enfrentaron a Fire & Desire (Sonya Deville y Mandy Rose) para determinar quién se uniría a Banks en el equipo, logrando derrotarlas. En Survivor Series, formó parte del Team SmackDown enfrentándose al Team Raw y Team NXT, pero fue eliminada por Asuka.
En Royal Rumble participó en el Women's Royal Rumble Match entrando como número #13, pero fue eliminada por Bianca Belair. En el SmackDown del 7 de febrero se enfrentó a Carmella, Naomi y Alexa Bliss por una oportunidad titular al Campeonato Femenino de SmackDown, sin embargo, salió derrotada. El 17 de abril logró derrotar a Naomi, obteniendo un pase en su lucha clasificatoria para el Money in the Bank femenino en abril, posteriormente volvió a derrotar a Naomi una vez más en la edición de SmackDown del 15 de mayo en la revancha. La semana siguiente hizo equipo con Carmella enfrentándose a Alexa Bliss y Nikki Cross por los Campeonato Femeninos en Parejas, pero fueron derrotadas. En Money In The Bank participó en el Women's Money in the Bank Ladder Match, pero fue ganado por Asuka. El 14 de agosto en SmackDown participó en un battle royal por ser la contendiente #1 al Campeonato Femenino de SmackDown, pero fue eliminada por Shayna Baszler.

#### Regreso a Raw (2020-2023)
El 28 de septiembre, hizo su regreso a Raw pero esta vez en compañía de Mandy Rose, estableciéndose como un nuevo equipo en la división de parejas derrotando a Lana & Natalya, para dar pie a una breve rivalidad ganando la mayoría de sus encuentros. El 2 de noviembre en Raw, Brooke y Rose retaron a Nia Jax y Shayna Baszler a una lucha titular por los Campeonatos en Parejas, saliendo derrotadas al ser distraídas accidentalmente por Lana. La siguiente semana, Brooke y Rose formaron equipo con Asuka una vez más, derrotando a Jax, Baszler y Lana. Sin embargo, Rose se lesionó de forma legítima, lo que provocó que fuera sustituida en la lucha de marcas en Survivor Series. Después del combate fue brutalmente atacada por Reckoning, dejándola inhabilitada para formar parte de la lucha e iniciando una pequeña rivalidad mientras Mandy estaba en recuperación. El 30 de noviembre, Brooke derrotó a Reckoning en una lucha individual. El 7 de diciembre, Brooke formó equipo con Ricochet derrotando a Slapjack y Reckoning, dando fin al feudo. El 14 de diciembre en Raw, Brooke derrotó a Baszler vía descalificación después de una interferencia de Nia Jax. Mandy hizo su regreso después de su lesión, rescatando a Brooke del ataque de las campeonas para seguir con su rivalidad. La siguiente semana, Brooke y Mandy fueron derrotas por las campeonas.
El 4 de enero del 2021, Brooke retó y derrotó a Shayna Baszler después de que ésta atacará a Mandy Rose. En Royal Rumble participó en el Women's Royal Rumble Match entrando como número #16, pero fue eliminada por Rhea Ripley. En WrestleMania 37 junto a Mandy Rose participaron en un Tag Team Turmoil por una oportunidad por el Campeonato Femenino en Parejas de la WWE, pero fueron eliminadas por Liv Morgan y Ruby Riott. Tras esto interrumpieron varios combates de Nia Jax y Shayna Baszler, y el 10 de mayo las derrotaron en un combate por equipos junto a Asuka, terminando con su rivalidad. En junio comenzaron un feudo con las nuevas Campeonas en Parejas, Tamina y Natalya en torno a los títulos, teniendo varias confrontaciones en el backstage y acompañando a Rose en su combate contra Natalya en Hell in a Cell. 
Después de que Mandy Rose fue traspasada a NXT y disolviendo el equipo, dejó de aparecer en televisión. Regresó en Main Event emitido el 9 de septiembre, siendo derrotada por Doudrop. El 4 de octubre fue elegida para pertenecer a Raw debido al Draft 2021. Ese mismo día en Raw, fue derrotada por Shayna Baszler, tras la lucha intento ser atacada por esta última, pero fue salvada por Doudrop. Participó en el Queen's Crown Tournament, pero fue derrotada por Baszler el 11 de octubre. El 22 de noviembre en Raw, ganó el Campeonato 24/7 de WWE tras cubrir a Cedric Alexander, siendo este su primer campeonato en la empresa. El 29 de noviembre formó parte del Team Liv Morgan que derroto al Team Becky Lynch. En el episodio del 9 de diciembre en Main Event retuvo el Campeonato 24/7 ante Tamina. Tras esto, se alió con Reggie quien le ayudo a escapar de Tamina, R-Truth y Akira Tozawa para no perder el título.
El 3 de enero en Raw hizo equipo con Reggie derrotando a Tamina y Akira Tozawa, reteniendo el Campeonato 24/7. En Royal Rumble participó en el Women's Royal Rumble Match entrando como número #9, pero fue eliminada por Michelle McCool. El 14 de febrero en Raw, fue traicionada y perdió el Campeonato 24/7 contra Reggie en su cena de San Valentín, tras decirle que solamente le consideraba como a un amigo. No obstante, Brooke recuperó el título la semana siguiente al cubrir a Reggie. El 18 de abril en Raw, Brooke perdió el campeonato durante su doble boda con Reggie, Tamina y Tozawa después de que Reggie la cubriera. No obstante, lo recuperó con ayuda de R-Truth. El 6 de junio en Raw, Brooke ganó por quinta ocasión el título al hacer rendir a Tozawa, defendiéndolo ante Becky Lynch (quien había reclamado un combate titular), con una victoria.
En el Raw del 8 de agosto, junto a Tamina se enfrentaron a Dakota Kai e Iyo Sky en la Primera Ronda del Torneo por los vacantes Campeonatos Femeninos en Parejas de la WWE, sin embargo perdieron, la siguiente semana en Raw, fue derrotada por Dakota Kai, sin el Campeonato 24/7 de la WWE en juego, a la siguiente en el Main Event emitido el 25 de agosto, junto a Tamina fueron derrotadas por Piper Niven & Nikki Cross, Brooke luego perdió y recuperó el Campeonato 24/7 en varios live shows, incluyendo dos que se realizaron en México, convirtiéndose en quince veces campeona del título. El 7 de noviembre en Raw, perdió el título ante Nikki Cross. Tras el combate, Cross arrojó el título a la basura. Después de que WWE desactivara el Campeonato 24/7 paso a competir en Main Event ante luchadoras de NXT.
En enero de 2023, en Royal Rumble, participó en el Royal Rumble femenino entrando como la número #3, pero fue eliminada por Damage Control. En los siguientes meses, tuvo poca participación en la programación de Raw limitándose a aparecer en backstage, aunque compitiendo en los eventos en vivo.
El 6 de junio de 2023, Brooke hizo un regreso sorpresa a NXT después de 7 años. Participó en una batalla real para definir a la retadora #1 al Campeonato Femenino de NXT, el cual no logró ganar.
Posteriormente a ello comenzaría una rivalidad con Cora Jade que las llevaría a una lucha mano a mano el 20 de junio en la edición de NXT Gold Rush, en dicho evento Dana perdería por rendición ante Cora. Sin embargo un mes después en la edición de NXT del 25 de julio Dana Brooke derrotaría a Cora Jade en una lucha de estipulación Kendo Stick Match. En el episodio de NXT del 29 de agosto, junto a Kelani Jordan fueron derrotadas por Elektra Lopez & Lola Vice. El 12 de septiembre lucharía contra Lyra Valkyria perdiendo el combate, siendo esta la última lucha de Dana Brooke en la empresa ya que el 21 de septiembre Brooke fue liberada de su contrato por WWE.

### Impact Wrestling (2024-presente)
En el episodio de Impact Wrestling del 13 de enero del 2024, apareció bajo el nombre de Ash by Elegance.
En el episodio del 22 de febrero de 2024 de TNA Impact!, Ash debutó oficialmente en el ring como heel en TNA al derrotar a Savannah Thorne.
Luego de ello en los meses siguientes, Ash comenzaría una racha ganadora, venciendo a luchadoras como Xia Brookside, Havok y Heather Reckless, entre otras. Se enfrentó a Jordynne Grace por el Campeonato Mundial de Knockouts de TNA en Slammiversary y en la edición del 29 de agosto de 2024 de Impact, pero no logró ganar el título en ninguna de las dos ocasiones. En Emergence, Ash formó equipo con The Malisha para enfrentarse a Jordynne Grace, Dani Luna y Jody Threat, pero perdieron, poniendo fin a la rivalidad entre Grace y Ash.
Ash posteriormente comenzaría una alianza con Heather Reckless, después de que ambas luchadoras se ayudaran mutuamente a ganar sus combates. Ash ayudó a Heather Reckless a renovarse, donde Reckless pasó a llamarse Heather By Elegance y comenzó a vestirse como Ash. En Bound for Glory, Ash y Heather por Elegance derrotaron al equipo de Xia Brookside y Brinley Reece en su debut oficial en la división knockouts de parejas. Se enfrentaron a Dani Luna y Jody Threat en Genesis por los Campeonatos Mundial Knockouts en Parejas de TNA, pero perdieron, Sin embargo más adelante lograron conquistar el Campeonato Mundial Knockouts en Parejas de TNA en Sacrifice cubriendo Ash a Threat vía pinfall.

## Otros medios
Brooke ha aparecido en cinco videojuegos de WWE. Hizo su debut en el juego en WWE 2K17 y aparece en WWE 2K18, WWE 2K19, WWE 2K20 ,WWE 2K22 y WWE 2K23

## Vida personal
Sebera estaba en una relación con su compañero fisiculturista Dallas McCarver hasta su muerte el 22 de agosto de 2017. Actualmente está en una relación con el luchador de MMA Ulysses “The Monster” Díaz. Se comprometieron el 5 de julio de 2021.

## Campeonatos y logros

### Fisiculturismo
- National Physique Committee
  - World Amateur Bodybuilding Championship (1 plata)
- Mr. Olympia
  - Female Image Award (2017)[110]
  - Best Female of the Year (2017)[110]

### Lucha libre profesional
- World Wrestling Entertainment/WWE
  - WWE 24/7 Championship (15 veces)

- Total Nonstop Action Wrestling

Ash (izquierda) junto a Heather by Elegance (derecha) como Campeonas Mundiales KnockOuts en Parejas de TNA.

  - TNA Knockouts World Tag Team Championship (1 vez) – con Heather Reckless

- Pro Wrestling Illustrated
  - Situada en el Nº26 en los PWI Female 50 de 2016[111]
  - Situada en el Nº52 en el PWI Female 100 en 2019[112]
  - Situada en el Nº88 en el PWI Female 150 en 2022[113]